# Amor Mío Yo Te Amo
Amor Mío Yo Te Amo foi uma telenovela boliviana produzida e transmitida pela Red UNO entre 24 de janeiro de 2022 á 29 de julho de 2022 em 134 capítulos, das 18h até 19h. A ideia original e a direção é de Alejandro Pinedo, em que já produziu Te quiero amor na Red UNO e Con el coração na ATB.
Está disponível no canal Ale Pinedo Tv de Alejandro Pinedo no youtube e no site do canal.

## Sinopse
A telenovela fala sobre uma história de amor, pois definitivamente percebemos que todos nós somos atraídos pela ação, pela cultura, mas algo que acontece com todos nós é um coração partido, um coração desiludido e, claro, o desejo de ficar no parceiro. Meu amor, eu te amo é algo que você diz quando encontra aquele ser especial.

## Elenco
| Ator/Atriz              | Personagem       |
| ----------------------- | ---------------- |
| Alejando Pinedo         | Ale Pinedo       |
| Juana Chauca            | Ernestina Mamani |
| Jaime Bravo             | Adolfo           |
| Dora Quispe             | Eustaquia        |
| Natalia Patón           | Angela           |
| Wendy Zambrana          | Dana             |
| Sabrina Hartmann        | Fabiana          |
| Madelaine Lugo          | Brenda           |
| Juan Carlos Escobar     |                  |
| Fernanda Herrera        |                  |
| Patricio Oviedo         |                  |
| Jhosseline Paola Varela |                  |
| Daniela Alcázar         |                  |

## Repercussão
No canal do youtube "Ale Pinedo Tv", o seu primeiro capítulo teve 108,718 visualizações, considerado um número alto, já no seu segundo capítulo teve 50,749 visualizações, uma queda de 57,969 visualizações. Atualmente a telenovela está se mantendo no canal do youtube entre 10 a 14 mil visualizações.
Entre os dias 06 de Junho (capítulo 95) a 16 de Julho de 2022 (capítulo 124), houve uma queda nas visualizações, a parti daí poucos capítulos passou de 11 mil visualizações até chegar em 5,831 mil visualizações no capítulo 123, exibido no dia 14 de Julho de 2022. Estes dados foram retirados do próprio YouTube.

## Episódios
| Temporada | Temporada | Episódios | Transmissão original  | Transmissão original | Transmissão original | Ambientação (ano) | Emissora original |
| Temporada | Temporada | Episódios | Início                | Final                | Cronograma           | Ambientação (ano) | Emissora original |
| --------- | --------- | --------- | --------------------- | -------------------- | -------------------- | ----------------- | ----------------- |
|           | 1         | 134       | 24 de janeiro de 2022 | 29 de julho de 2022  | Segunda - Sexta 18h  | 2022              | Red UNO           |

## Classificação indicativa
Bolívia
B - orientação parental